# Partidul România Unită
Partidul România Unită (PRU) a fost un partid politic de dreapta sau extrema dreaptă din România, înființat pe 23 aprilie 2015 de către fostul deputat PSD Bogdan Diaconu și foști membri ai Partidului România Mare precum Horațiu Șerb, Vasile Vlasin, Valerian Moraru.
Membri fondatori, semnatari ai cererii de înregistrare a partidului, sunt: Bogdan Diaconu, Daniel Hogea, Augustin-Florin Hagiu, Horațiu Șerb, Dumitru Badragan și Dragoș Stancu, conform Deciziei civile nr. 5 din 07 februarie 2015 a Tribunalului București, definitivă la 25 aprilie 2015.
Alianța politică Blocul Identității Naționale în Europa (BINE), formată din Partidul România Unită (PRU), Partidul România Mare (PRM) și Noua Dreaptă (ND) a fost anunțată la 02 aprilie 2017 și va participa la alegerile europarlamentare, prezidențiale, locale și parlamentare. La nivel european, partidul este membru al grupului Alianța pentru Pace și Libertate, alături de Noua Dreaptă.
Partidul a participat pentru prima dată la alegerile parlamentare din data de 11 decembrie 2016, obținând un scor mai mic decât pragul electoral necesar accederii în Parlamentul României de 5%, respectiv 2,7%.

## Doctrină politică
Ideile sale principale sunt protecționismul economic, justiția socială și anticorupția. Conform rezoluției din septembrie 2015, partidul se împotrivește cotelor de refugiați, căsătoriilor între persoane de același sex, adoptării monedei euro și Acordului de liber schimb între Uniunea Europeană și Statele Unite.
Unii consideră partidul că ar mima o orientare naționalistă, foștii „pesediști și amploaiați ai lui Voiculescu n-au fost și nu puteau fi vreodată naționaliști”. Membrii marcanți (ex. vicepreședintele Ovidiu Hurduzeu) ai partidului susținând „imediat ieșirea României din UE și NATO” sau publicând mesaje pe site-urile de socializare de tipul „pe vremea lui Ceașcă era mai bine!”.

## Auto-caracterizare
Partidul România Unită se auto-caracterizează astfel:
„Suntem o echipă tânără care crede în România și în valorile ei și care propune o alternativă la toată clasa politică de după 1990. Idealurile noastre sunt o Românie puternică și unită, respect și drepturi reale pentru fiecare cetățean român.”

## Critici
În iulie 2016, Daniel Ghiță, campion mondial de kickboxing a părăsit partidul, reproșând președintelui de atunci, Bogdan Diaconu, că nu respectă principiile pe care le promovează.